# Royaume de l'île de Bretagne
Pour les articles homonymes, voir Bretagne (homonymie).
Ne doit pas être confondu avec royaume de Bretagne.
Le royaume de l’île de Bretagne est une construction littéraire du Moyen Âge qui constitue le cadre de la matière de Bretagne et de la légende arthurienne. Les limites géographiques sont celles de l’actuelle Grande-Bretagne. Selon la légende, il aurait été fondé au XIIe siècle av. J.-C. par Brutus de Bretagne et aurait pris fin au VIIe siècle apr. J.-C. avec le règne de Cadwaladr.

## Fondation du royaume
Après la guerre de Troie, Énée s’installe en Italie, avec son fils Ascagne. Celui-ci a un fils Silvius qui a lui-même un fils nommé Brutus, car la mère meurt à sa naissance. Alors qu’il n’est encore qu’un enfant, il tue accidentellement son père avec une flèche. Ce crime lui vaut d’être chassé d’Italie. Au cours d’une longue errance sur les mers avec ses compagnons, il débarque sur l’île de Loegetia où se trouve un temple de Diane. Dans un songe, la déesse lui révèle qu’il existe une île, au-delà de la Gaule, où lui et ses compagnons trouveront une nouvelle Troie.
Lors de leur passage en Gaule, les Troyens doivent livrer bataille contre les Gaulois qui sont trente fois plus nombreux, mais ils sont victorieux et amassent un important butin. La navigation prend fin quand ils atteignent l’île d’Albion, à laquelle Brutus donne son nom ; les nouveaux habitants sont nommés « Bretons » et parlent une langue bretonne. Après avoir massacré les géants qui peuplaient le pays, ils construisent des maisons et cultivent la terre. Un des compagnons de Brutus, Corineus, va fonder la « Corinée », qui deviendra Cornouailles. Brutus fonde quant à lui, sur la Tamise et à l'emplacement de l'actuelle Londres, une « nouvelle Troie » qui prendra plus tard le nom de Trinovantum. Cela se passait pendant le règne d’Eli, quand l’Arche d'alliance était aux mains des Philistins et Troie dirigée par les fils d’Hector.
À la mort de Brutus, le royaume de l’île de Bretagne est divisé entre ses trois fils :
- Locrinus hérite du centre de l’île et lui donne son nom : Loegrie ;
- Kamber s’installe à l’ouest et nomme son héritage Cambrie qui deviendra l'actuel pays de Galles ;
- Albanactus va dans le nord et fonde l’« Albanie », qui deviendra l'actuelle Écosse.

Après la défaite des Huns qui avaient envahi l’« Albanie », le royaume est réunifié sous la souveraineté de Locrinus.
L’un des souverains bretons les plus célèbres est le roi Arthur, avec ses chevaliers de la Table ronde.

## Généalogie des premiers rois
|                               |                               |                               |                               |                               |                               |  |  |                        |  |  |  |  |  |  |  | Énée                                     |                                          |                                          |                                          |                                          |                                          |  |  |                       |                       |                       |                       |                       |                       |  |  |                          |                          |                          |                          |                          |                          |  |  |
|                               |                               |                               |                               |                               |                               |  |  |                        |  |  |  |  |  |  |  |                                          |                                          |                                          |                                          |                                          |                                          |  |  |                       |                       |                       |                       |                       |                       |  |  |                          |                          |                          |                          |                          |                          |  |  |
|                               |                               |                               |                               |                               |                               |  |  |                        |  |  |  |  |  |  |  | Ascagne                                  |                                          |                                          |                                          |                                          |                                          |  |  |                       |                       |                       |                       |                       |                       |  |  |                          |                          |                          |                          |                          |                          |  |  |
|                               |                               |                               |                               |                               |                               |  |  |                        |  |  |  |  |  |  |  |                                          |                                          |                                          |                                          |                                          |                                          |  |  |                       |                       |                       |                       |                       |                       |  |  |                          |                          |                          |                          |                          |                          |  |  |
|                               |                               |                               |                               |                               |                               |  |  |                        |  |  |  |  |  |  |  | Silvius                                  |                                          |                                          |                                          |                                          |                                          |  |  |                       |                       |                       |                       |                       |                       |  |  |                          |                          |                          |                          |                          |                          |  |  |
|                               |                               |                               |                               |                               |                               |  |  |                        |  |  |  |  |  |  |  |                                          |                                          |                                          |                                          |                                          |                                          |  |  |                       |                       |                       |                       |                       |                       |  |  |                          |                          |                          |                          |                          |                          |  |  |
| Corineus roi de Cornouailles  | Corineus roi de Cornouailles  | Corineus roi de Cornouailles  | Corineus roi de Cornouailles  | Corineus roi de Cornouailles  | Corineus roi de Cornouailles  |  |  |                        |  |  |  |  |  |  |  | Brutus 1er roi de Bretagne               | Brutus 1er roi de Bretagne               | Brutus 1er roi de Bretagne               | Brutus 1er roi de Bretagne               | Brutus 1er roi de Bretagne               | Brutus 1er roi de Bretagne               |  |  |                       |                       |                       |                       |                       |                       |  |  | Innogen                  | Innogen                  | Innogen                  | Innogen                  | Innogen                  | Innogen                  |  |  |
| Corineus roi de Cornouailles  | Corineus roi de Cornouailles  | Corineus roi de Cornouailles  | Corineus roi de Cornouailles  | Corineus roi de Cornouailles  | Corineus roi de Cornouailles  |  |  |                        |  |  |  |  |  |  |  | Brutus 1er roi de Bretagne               | Brutus 1er roi de Bretagne               | Brutus 1er roi de Bretagne               | Brutus 1er roi de Bretagne               | Brutus 1er roi de Bretagne               | Brutus 1er roi de Bretagne               |  |  |                       |                       |                       |                       |                       |                       |  |  | Innogen                  | Innogen                  | Innogen                  | Innogen                  | Innogen                  | Innogen                  |  |  |
|                               |                               |                               |                               |                               |                               |  |  |                        |  |  |  |  |  |  |  |                                          |                                          |                                          |                                          |                                          |                                          |  |  |                       |                       |                       |                       |                       |                       |  |  |                          |                          |                          |                          |                          |                          |  |  |
|                               |                               |                               |                               |                               |                               |  |  |                        |  |  |  |  |  |  |  |                                          |                                          |                                          |                                          |                                          |                                          |  |  |                       |                       |                       |                       |                       |                       |  |  |                          |                          |                          |                          |                          |                          |  |  |
| Guendoloena reine de Bretagne | Guendoloena reine de Bretagne | Guendoloena reine de Bretagne | Guendoloena reine de Bretagne | Guendoloena reine de Bretagne | Guendoloena reine de Bretagne |  |  |                        |  |  |  |  |  |  |  | Locrinus roi de Loegrie puis de Bretagne | Locrinus roi de Loegrie puis de Bretagne | Locrinus roi de Loegrie puis de Bretagne | Locrinus roi de Loegrie puis de Bretagne | Locrinus roi de Loegrie puis de Bretagne | Locrinus roi de Loegrie puis de Bretagne |  |  | Kamber roi de Cambrie | Kamber roi de Cambrie | Kamber roi de Cambrie | Kamber roi de Cambrie | Kamber roi de Cambrie | Kamber roi de Cambrie |  |  | Albanactus roi d’Albanie | Albanactus roi d’Albanie | Albanactus roi d’Albanie | Albanactus roi d’Albanie | Albanactus roi d’Albanie | Albanactus roi d’Albanie |  |  |
| Guendoloena reine de Bretagne | Guendoloena reine de Bretagne | Guendoloena reine de Bretagne | Guendoloena reine de Bretagne | Guendoloena reine de Bretagne | Guendoloena reine de Bretagne |  |  |                        |  |  |  |  |  |  |  | Locrinus roi de Loegrie puis de Bretagne | Locrinus roi de Loegrie puis de Bretagne | Locrinus roi de Loegrie puis de Bretagne | Locrinus roi de Loegrie puis de Bretagne | Locrinus roi de Loegrie puis de Bretagne | Locrinus roi de Loegrie puis de Bretagne |  |  | Kamber roi de Cambrie | Kamber roi de Cambrie | Kamber roi de Cambrie | Kamber roi de Cambrie | Kamber roi de Cambrie | Kamber roi de Cambrie |  |  | Albanactus roi d’Albanie | Albanactus roi d’Albanie | Albanactus roi d’Albanie | Albanactus roi d’Albanie | Albanactus roi d’Albanie | Albanactus roi d’Albanie |  |  |
|                               |                               |                               |                               |                               |                               |  |  |                        |  |  |  |  |  |  |  |                                          |                                          |                                          |                                          |                                          |                                          |  |  |                       |                       |                       |                       |                       |                       |  |  |                          |                          |                          |                          |                          |                          |  |  |
|                               |                               |                               |                               |                               |                               |  |  | Maddan roi de Bretagne |  |  |  |  |  |  |  |                                          |                                          |                                          |                                          |                                          |                                          |  |  |                       |                       |                       |                       |                       |                       |  |  |                          |                          |                          |                          |                          |                          |  |  |

## Utilisation politique
Henri VIII utilisa une prophétie attribuée à Merlin qui annonçait la revanche des peuples celtiques de Grande-Bretagne sur les Saxons pour présenter son père, le roi gallois Henri VII comme celui qui accomplit cette prophétie : parti de la péninsule armoricaine de Bretagne, soutenu par des guerriers bretons, arborant le dragon rouge des Gallois qu'il introduisit dans les armes du royaume d'Angleterre, Henri VII nomma d'ailleurs symboliquement son fils Arthur car la famille Tudor prétendait se rattacher à la lignée de Brutus et des rois de Bretagne célébrée par Geoffroy de Monmouth. Henri VIII s'appuya également sur la légende du royaume de l'île de Bretagne pour proclamer le caractère impérial de son royaume et donc indépendant de Rome et du pape, l'empereur Constantin étant lié selon Geoffroy de Monmouth à la dynastie royale de Bretagne.